# Pfarrkirche Hopfgarten im Brixental

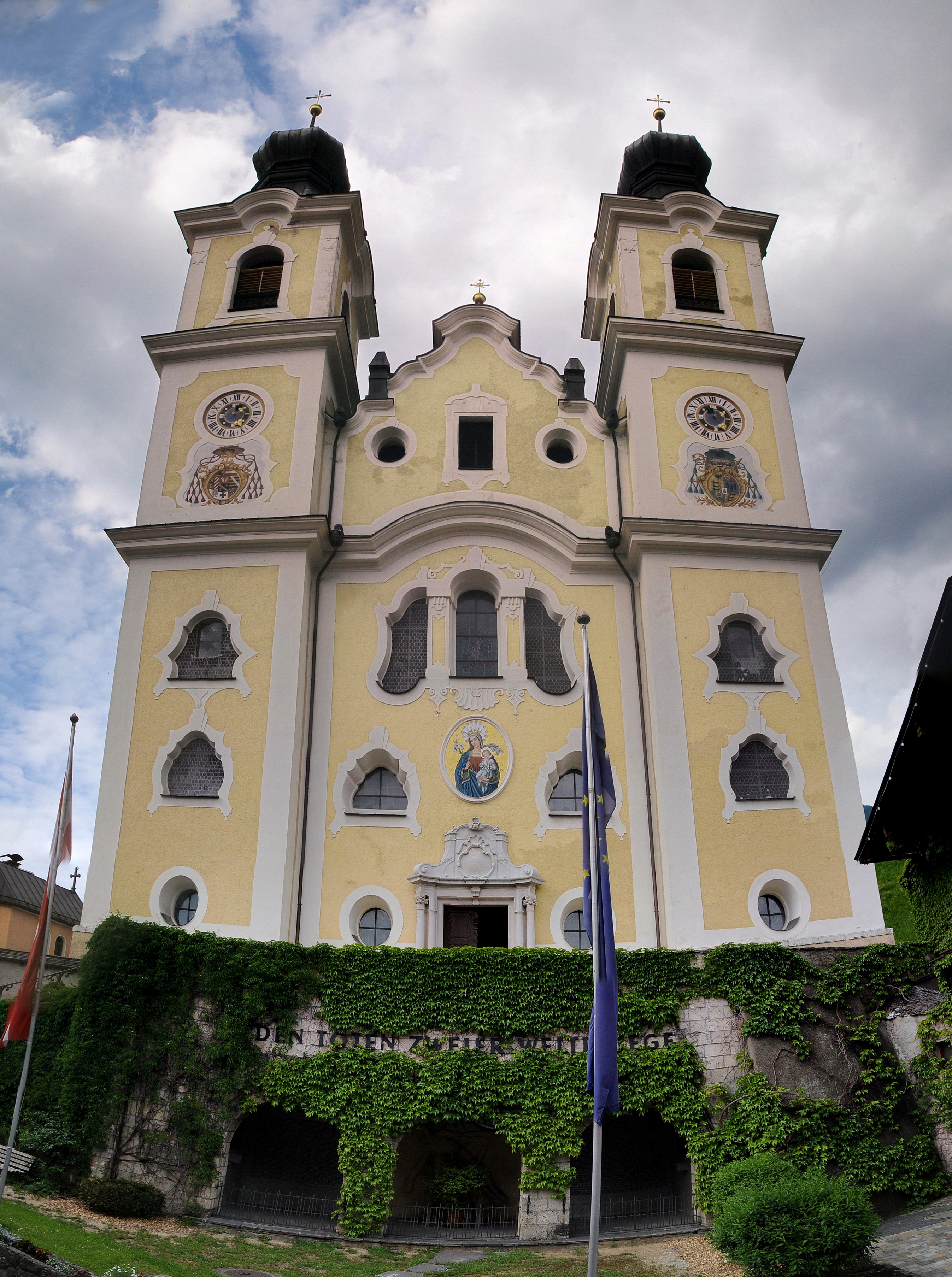
Pfarrkirche Hll. Jakob und Leonhard in Hopfgarten im Brixental

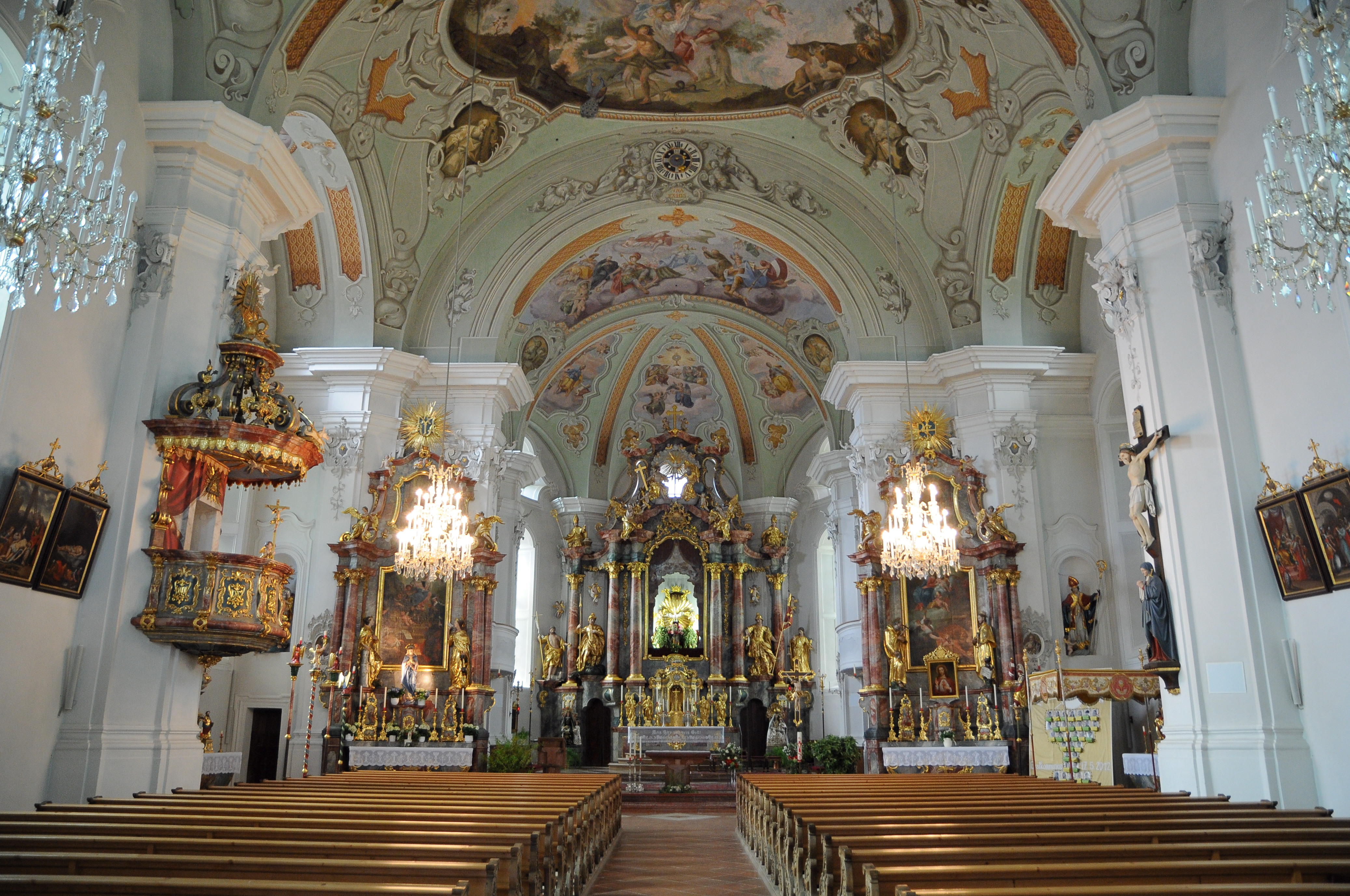
Innenansicht

Die römisch-katholische Pfarrkirche Hopfgarten im Brixental steht in der Ortsmitte der Gemeinde Hopfgarten im Brixental im Bezirk Kitzbühel in Tirol. Sie trägt das Patrozinium der heiligen Jakobus und Leonhard und gehört zum Dekanat Brixen im Thale in der Erzdiözese Salzburg. Das Bauwerk steht unter Denkmalschutz (Listeneintrag). Es handelt sich um einen der größten barocken Bauten im Tiroler Unterland. Die Kirche wird auch „Dom des Brixentals“ genannt.

## Geschichte

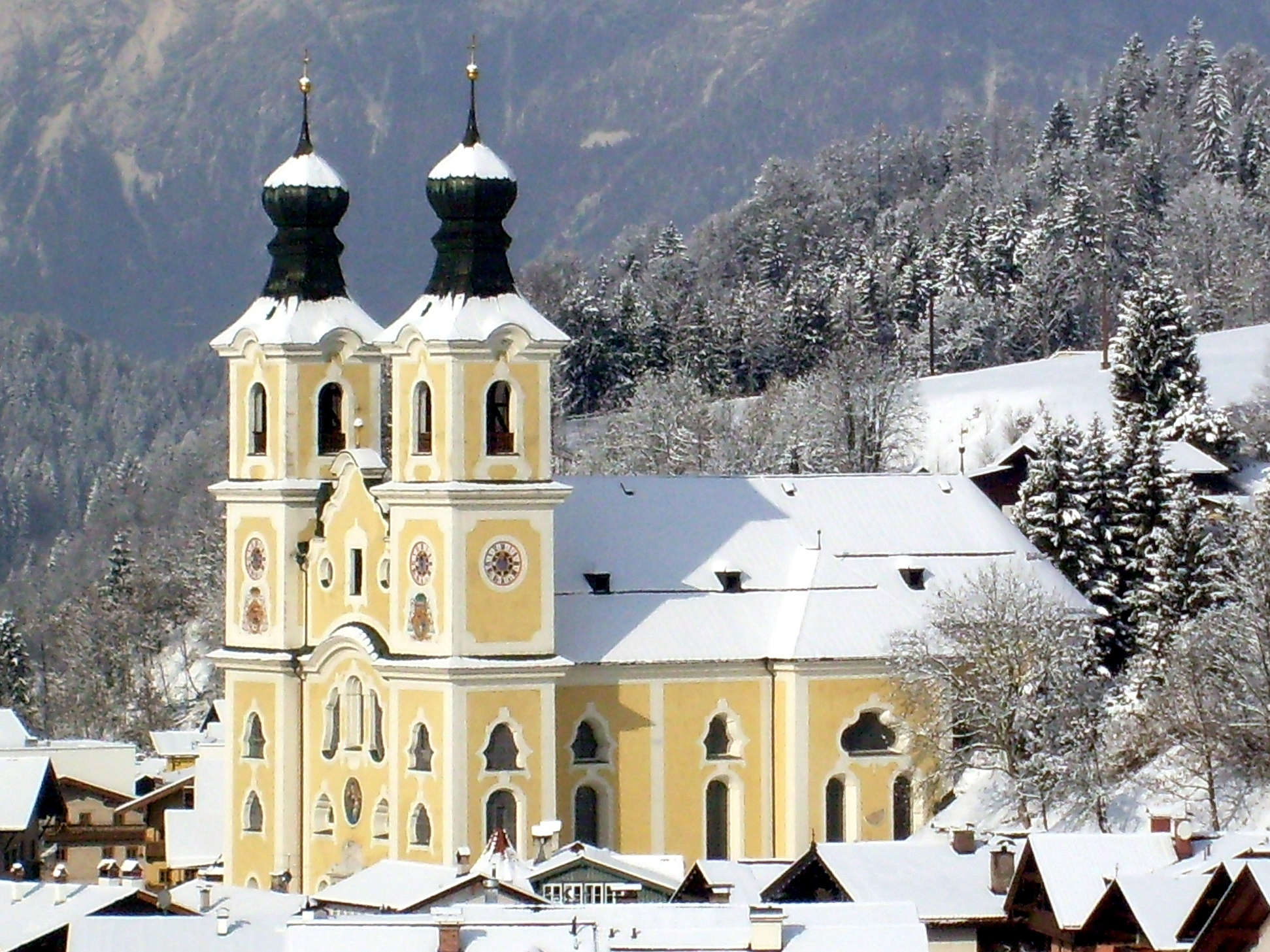
Seitenansicht

1355 wurde das Gotteshaus erstmals urkundlich erwähnt. Wie schon zu dieser Zeit gehörte die Pfarrkirche Hopfgarten mit der Filialkirche Kelchsau zur Urpfarre Brixen im Thale. Schon im Jahre 1400 hatte die Kirche zwei Priester. 1669 wurde Hopfgarten zum Vikariat und 1859 zur eigenständigen Pfarre erhoben.

## Kirchengeschichte und Ausstattung

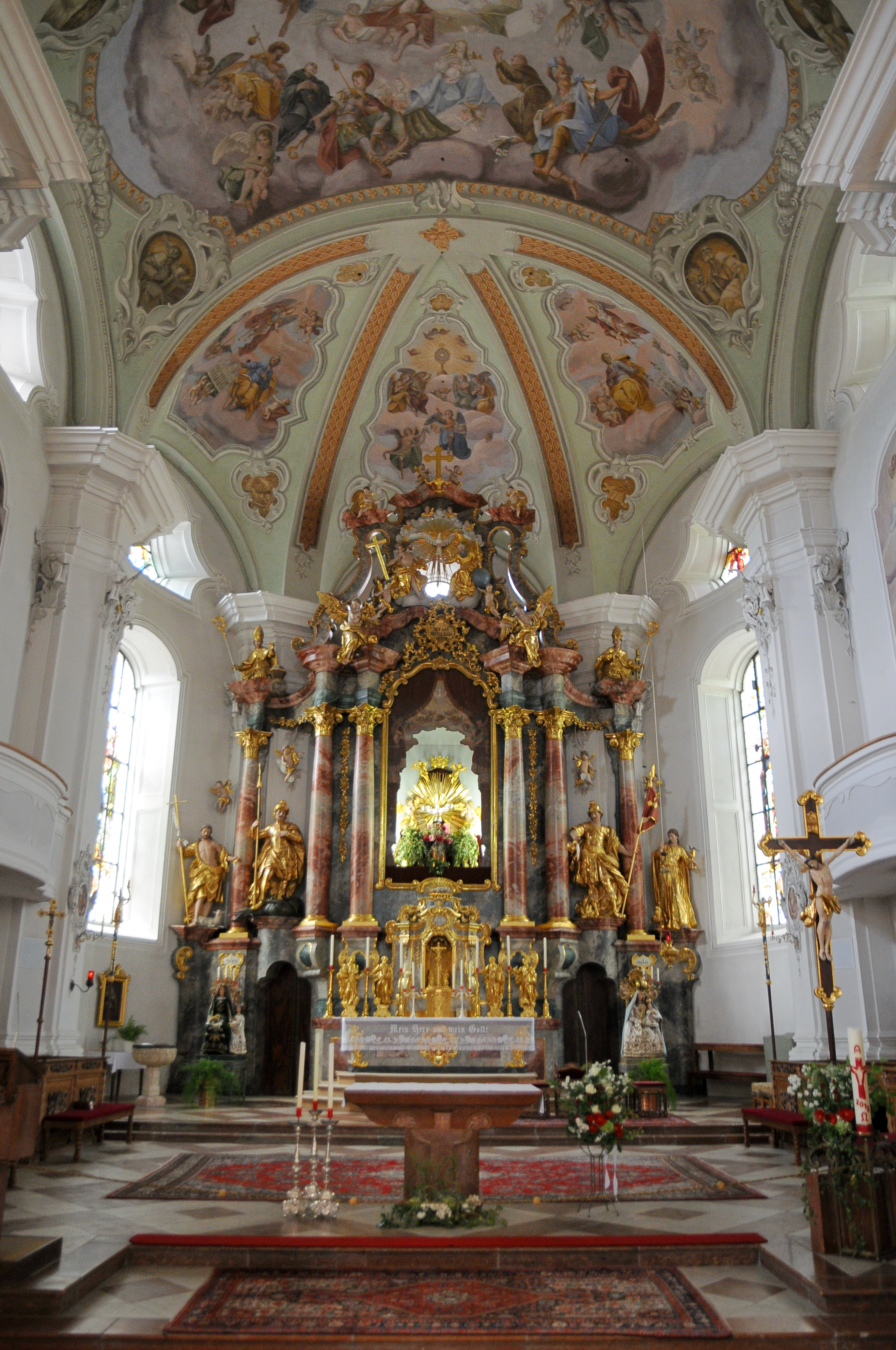
Blick ins Presbyterium mit dem Hochaltar

Dass es sich bei der Pfarrkirche Hopfgarten um einen einmaligen barocken Großbau handelt, war schon im 18. Jahrhundert bekannt. Der „Dom des Brixentals“  wie er heute genannt wird, wurde nach den Plänen des Bauarchitekten Kassian Singer 1758 begonnen und nach seinem Tode 1759 von seinem Bauleiter, dem Bauarchitekten Andre Hueber, fortgesetzt und 1764 vollendet.
Es handelt sich um einen Doppelturmbau mit prächtigen Fenstern. Der helle Kirchenraum ist mit zierreichen Gewölben ausgestattet. Die Deckenfresken wurden 1764 von Johann Weiß geschaffen und zeigen im Haupt- und Querschiff die Glorie des Himmels mit der hl. Dreifaltigkeit, umgeben von Engeln und Heiligen, die Vertreibung aus dem Paradies, die Kreuzigung, das Pfingstwunder und das Jüngste Gericht. Die Fresken im Chorraum über den Seitenemporen zeigen links die Taufe Jesu und rechts den hl. Johannes Nepomuk kniend zu Füßen der Madonna. Die Bilder über dem Hochaltar mit Heiligendarstellungen malte Balthasar Waltl im Zuge der Kirchenrenovierung 1891/93.
Der Hochaltar ist teilvergoldet und hat Säulen aus rot geädertem Stuckmarmor. Am Altarblatt sind der hl. Leonhard und der hl. Jakobus mit Maria abgebildet. Die vier Seitenaltäre sind weniger aufwendig gestaltet.
Das Hauptschiff ist 52 Meter lang. Das kleine Querschiff misst eine Länge von etwa 24 Metern, die Breite beträgt um die 18 Meter. Die Türme sind 52 Meter hoch und messen etwa 8 mal 8 Meter im Grundriss.

## Orgel

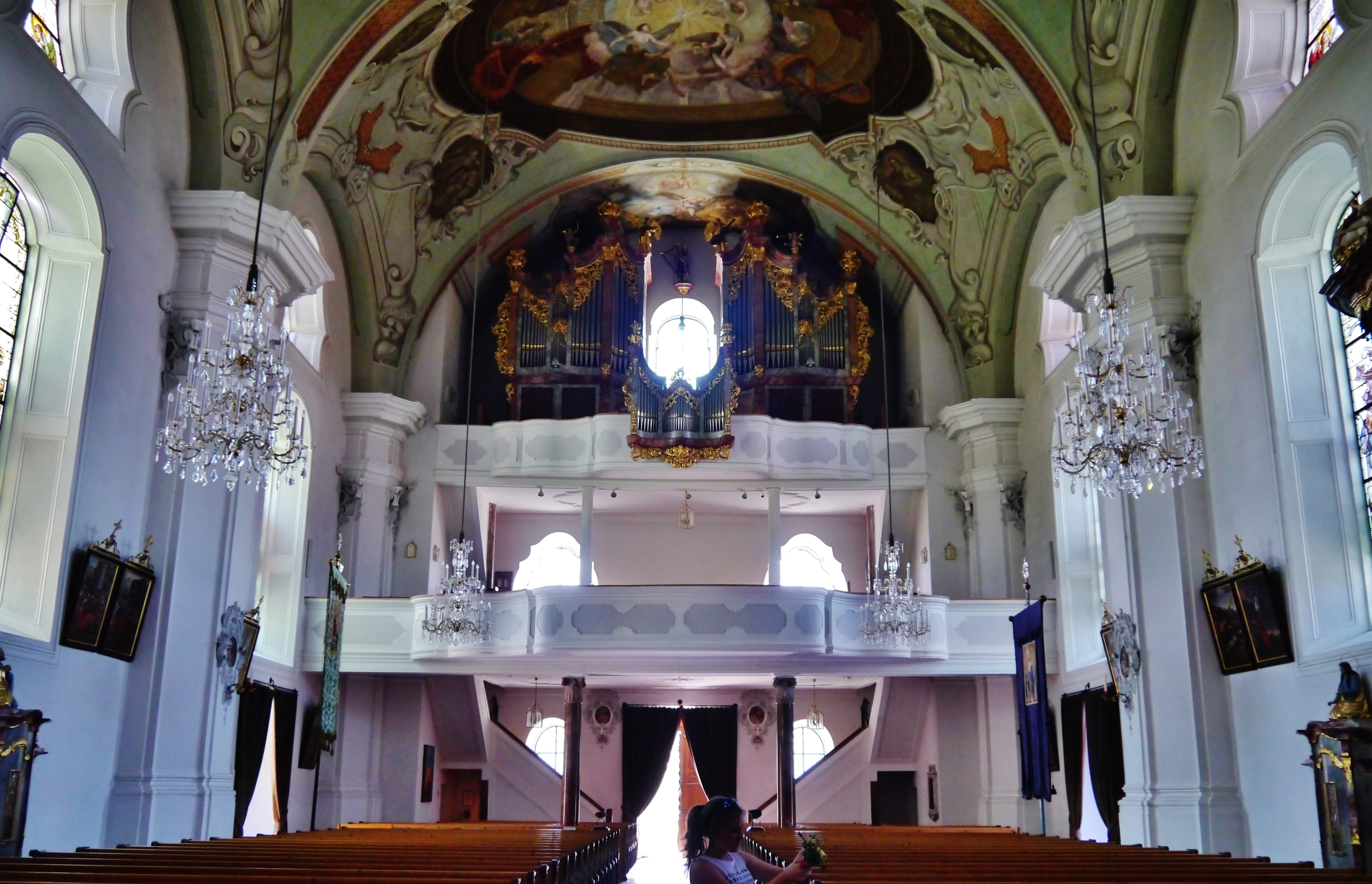
Prospekt der Metzler-Orgel mit Rückpositiv

Die Orgel wurde im Jahre 1998 von dem Orgelbauer Metzler (Dietikon/Schweiz) errichtet. Das barock gestaltete Gehäuse wurde von dem Tischlerei Josef Decker (Itter/Tirol) neu angefertigt. Das Schleifladen-Instrument hat 44 Register und ein Effektregister auf drei Manualen und Pedal. Die Spiel- und Registertrakturen sind mechanisch.
| I Rückpositiv C–g3 |       |
| Gedackt            | 8′    |
| Quintaden          | 8′    |
| Principal          | 4′    |
| Blockflöte         | 4′    |
| Octave             | 2′    |
| Quinte             | 1 ⁄3′ |
| Sesquialtera II    |       |
| Scharf 1'IV        |       |
| Tremulant          |       |

| II Hauptwerk C–g3 |        |
| Bourdon           | 16′    |
| Principal         | 8′     |
| Viola d’amore     | 8′     |
| Unda maris        | 8′     |
| Rohrflöte         | 8′     |
| Octave            | 4′     |
| Quinte            | 2 ⁄3′  |
| Superoctave       | 2′     |
| Terz              | 1 3⁄5′ |
| Mixtur 2' V-VII   |        |
| Cornet V          |        |
| Fagott            | 16′    |
| Trompete          | 8′     |
| Vox humana        | 8′     |
| Tremulant         |        |

| III Schwellwerk C–g3 |        |
| Holzflöte            | 8′     |
| Gamba                | 8′     |
| Schwebung            | 8′     |
| Principal            | 4′     |
| Gemshorn             | 4′     |
| Traversflöte         | 4′     |
| Nasard               | 2 ⁄3′  |
| Nachthorn            | 2′     |
| Terz                 | 1 3⁄5′ |
| Flageolet            | 1′     |
| Mixtur 2' IV-V       |        |
| Trompete             | 8′     |
| Oboe                 | 8′     |
| Tremulant            |        |
| Vogelsang            |        |

| Pedalwerk C–f1  |     |
| Hintersatz      | 32′ |
| Untersatz       | 16′ |
| Principalbass   | 8′  |
| Octavbass       | 4′  |
| Mixtur 2 2/3' V |     |
| Posaune         | 16′ |
| Trompete        | 8′  |
| Clairon         | 4′  |

- Koppeln: I/II, III/I, III/II, I/P, II/P, III/P

## Glocken
Heute befinden sich in den beiden Türmen der Pfarrkirche sieben Glocken, von denen die sechs großen 1948 in Sonderlegierung von der Glockengießerei Oberascher in Salzburg gegossen worden sind. Die Glocke 7 wurde 1933 von der Glockengießerei Grassmayr in Innsbruck gegossen und wird als separate Sterbeglocke genutzt. Bis auf die kleine Glocke besitzen alle einen Klöppelfänger und werden auf ca. 9 Uhr geläutet.
| Nr. | Gussjahr | Gießer, Gussort      | Durchmesser (mm) | Gewicht (kg) | Nominal |
| --- | -------- | -------------------- | ---------------- | ------------ | ------- |
| 1   | 1948     | Oberascher, Salzburg | ca. 1750         | 2.937        | b0+0    |
| 2   | 1948     | Oberascher, Salzburg | ca. 1550         | 2.077        | c1+0    |
| 3   | 1948     | Oberascher, Salzburg | ca. 1400         | 1.473        | d1+0    |
| 4   | 1948     | Oberascher, Salzburg | ca. 1200         | 866          | f1+0    |
| 5   | 1948     | Oberascher, Salzburg | ca. 1020         | 618          | g1+0    |
| 6   | 1948     | Oberascher, Salzburg | ca. 850          | 370          | b1+0    |